# Gaspard de Chavagnac (producteur)
Pour les articles homonymes, voir Gaspard de Chavagnac et Chavagnac.
Gaspard de Chavagnac est un producteur de télévision et entrepreneur français. Ayant commencé sa carrière à la télévision, notamment au sein des groupes Canal+ et Disney, il s'est tourné vers la production audiovisuelle à partir de 2004 et a été producteur de cinéma et séries télévisées, notamment Versailles et Meurtres en Corrèze.
Il est aujourd'hui président et co-directeur général d’Asacha Media Group, un studio de production et de distribution de films et documentaires.

## Carrière

### Premières années au sein des groupes Canal+ et Disney
Gaspard de Chavagnac commence sa carrière en 1994 au sein du groupe Canal+. En 1997, il prend, la direction générale de Canal+ en Pologne, quelques mois après son lancement. 
Il rentre en France en 2000 pour devenir directeur général adjoint de Canalsat. En janvier 2001, à la suite de la fusion entre Vivendi et Universal, il est promu directeur groupe du pôle Chaînes et Services du groupe Canal+, regroupant les toutes les chaînes dans le monde des groupes Canal+ et Universal.
Gaspard de Chavagnac quitte le groupe Canal+ en 2002 pour devenir directeur général France de Fox Kids, récemment acquise par The Walt Disney Company et y superviser l’intégration de la chaîne au sein de Disney Channel.

### Production audiovisuelle et première entreprise
En 2004, il rejoint le groupe de production Fremantle Media en France en qualité de directeur général. La société lance à cette période plusieurs programmes emblématiques comme Nouvelle Star, Oui chef !, premier programme animé par Cyril Lignac, D&CO avec Valérie Damidot, L'amour est dans le pré ou encore La France a un incroyable talent.
En 2007, il quitte Fremantle Media pour lancer sa première entreprise, Televista, un éditeur de chaînes thématiques pour le compte du groupe Canal+ et des opérateurs du câble en France, en association avec le journaliste Philippe Gildas. Ensemble, ils lancent en décembre 2007, Vivolta, une première chaine à destination d’un public senior. La chaine peine à trouver son public et connait un démarrage mitigé. Au terme de la première année, Gaspard de Chavagnac la repositionne autour d’une thématique art de vivre ciblant les femmes de 35 à 50 ans. En décembre 2011, il cède 20 % du capital de Televista au groupe américain Discovery Communications. Il présente ensuite au Conseil supérieur de l'audiovisuel un dossier de candidature pour une fréquence de la TNT sous le nom VIA, qui n’est finalement pas retenu. En 2013, il fonde et préside la société de production Odena Media.
Gaspard de Chavagnac rejoint en janvier 2014 le groupe Zodiak Media en qualité de président des activités françaises. À ce titre, il est l’un des producteurs de la série Versailles. Il produit par ailleurs les cérémonies des César avec Florence Foresti et du Festival de Cannes avec Laurent Lafitte en 2016. Il quitte le groupe Zodiak Media en décembre 2016 à la suite de la fusion avec le groupe Banijay de Stéphane Courbit.

### Asacha Media Group
Début 2017, Gaspard de Chavagnac crée la société de production audiovisuelle Mintee Studio et Originals Factory en 2019, une société de production et de distribution dédiée aux plateformes de vidéo à la demande. Il crée également avec deux associés en 2020 Asacha Media Group, un studio européen de production et de distribution de programmes de fictions, des films et de documentaires. Son lancement est soutenu à hauteur de 100 millions d'euros par le fonds d'investissement Oaktree Capital Management.
Simultanément à son lancement, l'entreprise annonce l’acquisition d’une part majoritaire au sein des sociétés italiennes Picomedia et Stand By Me et du français Mintee Studio. Gaspard de Chavagnac est nommé président et co-directeur général d’Asacha Media Group. Suivrons les acquisitions successives de Wag Entertainment et Red Planet Pictures au Royaume-Uni et Kabo Family et Srab Films en France.
En février 2024, Fremantle rachète Asacha Media Group pour un montant supérieur à 250 millions d’euros et confirme Gaspard de Chavagnac comme PDG des activités d’Asacha.

## Filmographie
- 2015 - 2018 : Versailles
- 2018 : Examen de Conscience d'Olivier Barma
- 2018 : Kill Ben Lyk d'Erwan Marinopoulos
- 2019 : Meurtres en Corrèze d'Adeline Darraux
- 2021 : On n’efface pas les souvenirs d'Adeline Darraux
- 2022 : Fille de paysan de Julie Manoukian
- 2024 : Cimetière indien de Thomas Bidegain et Thibault Vanhulle
- 2026 : Dumas diable noir de Ladj Ly